# The Corries
I The Corries erano un gruppo di musica folk scozzese nato nei primi anni sessanta, in un periodo di riscoperta di questo genere musicale. Sebbene agli inizi il gruppo fosse composto da tre persone, è più conosciuto come l'unione di Roy Williamson e Ronnie Browne.
Roy Williamson nacque nel 1936 a Edimburgo. Il suo primo incontro con Ronnie Browne (nato a Edimburgo nel 1937) avvenne nel 1955 all'Edinburgh College of Art. La loro amicizia era destinata a durare più di trent'anni, fino alla morte di Williamson nel 1990.
Williamson si unì con Bill Smith e Ron Cruikshank per formare il "Corrie Folk Trio" nel 1962; il nome fu scelto dal gruppo perché richiamava i corrie (in italiano circo glaciale) tipici del paesaggio scozzese. Il loro primo concerto fu tenuto nel Waverley Bar di St Mary's Street a Edimburgo. Dopo poche settimane Cruikshank se ne andò. Il gruppo però era già stato ingaggiato per l'Edinburgh Festival e così Williamson suggerì di prendere tra loro Ronnie Browne per fare numero. Inoltre ingaggiarono anche la cantante irlandese Paddie Bell e diventarono i "Corrie Folk Trio and Paddie Bell". Al loro debutto con la nuova formazione erano presenti solo otto spettatori, ma alla fine del festival ogni loro esibizione registrava il tutto esaurito.
Nel 1966 Bill Smith e Paddie Bell se ne andarono dal gruppo, che semplificò il proprio nome in The Corries, sigla con cui Williamson e Browne raggiunsero la fama.
Nel 1969 Roy Williamson, che era un abile falegname, ideò e costruì i combolin, che univano vari strumenti a corda in un solo strumento: il primo, suonato Williamson stesso, univa la chitarra e la bandurria spagnola e aveva 13 corde simpatetiche che davano l'effetto di risonanza tipico del sitar; l'altro, suonato da Browne, univa la chitarra e il mandolino più quattro corde di basso.
Una delle più famose canzoni del gruppo è Flower of Scotland, scritta da Williamson, che è diventata uno degli inni non ufficiali della Scozia.
Non poche canzoni del gruppo sono cantate in Scots, soprattutto quelle sulle ribellioni giacobite, come Ye Jacobites by Name. In particolare, alla prima ribellione sono riferibili Killiecrankie (sulla battaglia del 1689) e Bonnie Dundee (il condottiero giacobita che trovò la morte a Killiecrankie); alla terza ribellione, che si concluse con la sconfitta di Bonnie Prince Charlie nella battaglia di Culloden (1746), si riferiscono The Roses of Prince Charlie, Wha Wadna Fecht for Charlie e Sound the Pibroch. Non mancano anche canzoni sulle lotte medievali per l'indipendenza della Scozia dall'Inghilterra, come Black Douglas, dedicata a un condottiero che combatté con Robert Bruce nella Battaglia di Bannockburn del 1314 e che dopo la sua morte fu incaricato di portarne il cuore in Terrasanta.
Nel dicembre 2007 i The Corries sono entrati a far parte della Scottish Traditional Music Hall of Fame presso la Scottish Trad Music Awards di Fort William.

## Discografia
- The Corrie Folk Trio and Paddie Bell (1965)
- The Promise Of The Day (1965)
- Those Wild Corries (1966)
- Bonnet, Belt and Sword (1967)
- Kishmul's Galley (1968)
- Scottish Love Songs (1969)
- Strings and Things (1970)
- In Retrospect (1970)
- Sound The Pibroch (1972)
- A Little Of What You Fancy (1973)
- Live from Scotland Volume 1 (1974)
- Live from Scotland Volume 2 (1975)
- Live from Scotland Volume 3 (1975)
- Live from Scotland Volume 4 (1977)
- Peat Fire Flame (1977)
- Spotlight On The Corries (1977)
- Stovies (1980) (live)
- A Man's A Man (1980)
- The Dawning of the Day (1982) (live)
- Love From Scotland (1983) (compilation)
- Scotland Will Flourish (1985) (live)
- Barrett's Privateers (1987) (live)
- The Bonnie Blue (1988) (live)
- Flower of Scotland (1990)  (new live recording on BBC Records)